# 33

33(삼십삼)은 32보다 크고 34보다 작은 자연수다.

## 수학
- 합성수로, 그 약수는 1, 3, 11, 33이다. 진약수의 합은 15이므로, 33은 부족수다.
  - 11번째 반소수다. 앞의 반소수는 26, 다음 반소수는 34다.
- 3번째 십이각수다. 앞의 십이각수는 12, 다음은 64다.
- 100 이하의 3의 배수, 200 이하의 6의 배수, 300 이하의 9의 배수는 총 33개다.
- {\displaystyle 33=(1!)+(2!)+(3!)+(4!)}
  - 4의 계승(4!)까지의 합이다.
- {\displaystyle 33\approx {\frac {1}{3}}\times 100}
- {\displaystyle 33=1^{5}+2^{5}}
  - 연속하는 두 자연수의 5제곱합으로 나타낼 수 있는 가장 작은 수이며, 이 성질을 지닌 다음 수는 275다.

## 과학·기술
- 비소(As)의 원자번호.
- 뉴턴단위에서 물이 끓는점의 온도는 33이다.
- NGC 33: 물고기자리 방향에 있는 쌍성.
- 현대자동차 NF 쏘나타의 V33

## 교통
- 고속도로
  - 유럽 고속도로 33호선: 이탈리아 파르마에서 라스페치아까지 이어지는 유럽 고속도로.
  - 아우토반 33호선(영어판, 독일어판): 독일의 고속도로.
- 국도 제33호선
  - 대한민국 33번 국도: 경상남도 고성군 고성읍에서 경상북도 구미시 도개면까지 이어지는 대한민국의 국도.
  - 일본 33번 국도: 고치현 고치시에서 에히메현 마쓰야마시까지 이어지는 일본의 국도.
- 기타 도로
  - 현도 제33호선

## 군사
- U-33: 독일의 군용 잠수함. 제1차 세계 대전에 사용된 1914년제 모델(영어판)과 제2차 세계 대전에 사용된 1936년제 모델(영어판)이 있다.

## 나이 (만 33세)
- 33.1세 - 통계청에 따른 대한민국 사람의 평균 나이(2000년 기준).
- 예수가 죽었다고 알려진 나이는 33세다.
- 요셉이 성모마리아와 결혼한 나이는 33세다.

## 문화유산
- 대한민국의 국보 제33호: 창녕 신라 진흥왕 척경비
- 대한민국의 보물 제33호: 남원 실상사 수철화상탑
- 대한민국의 사적 제33호: 서울 영은문 주초

## 방송
- 스카이라이프의 SK스토아 채널 번호.
- 지니 TV의 OCN 채널 번호.
- B tv의 수도권 지역 롯데원TV 채널 번호, 비수도권 지역 NS샵플러스 채널 번호.
- U+ TV의 SBS 플러스 채널 번호.
- LG헬로비전의 KBS 드라마 채널 번호.
- KT HCN의 현대홈쇼핑플러스샵 채널 번호.

## 작품
- 《33》(2015): 칠레 산호세 광산 붕괴 사고를 배경으로 한 재난 영화.

## 기타
- 날짜: 3월 3일
- 연도: 33년, 기원전 33년
- 1919년 3월 1일 탑골공원(파고다 공원)에서 33인의 기미독립선언서 낭독이 있었다.
- 제야의 종 타종행사에서는 종을 총 33번 친다.
- 《법화경法華經》 <보문품普門品>에는 위난(危難)을 당한 중생이 그 이름을 부르기만 하면 관음이 즉시 33종류의 화신으로 변해 그들을 구해준다고 되어 있으며, 현령(顯靈)하여 불법을 강연하던 도량(道場)이 절강성 보타산에 있다고 한다.
- 예수 탄생 6세기 전 마스터숫자 중 성스러운 숫자는 33이었다.
- 프리메이슨의 최고등급은 33등급이다.
- 예수가 기적을 행한 횟수는 33회다.
- 창세기에서 하느님이 나오는 횟수는 33회다.
- 이슬람에서는 천국에서 33세에 나이를 먹지 않는다고 믿는다.
- 2010년 10월 13일, 칠레 산호세 광산 붕괴 사고에서 구조된 광부의 수는 33인이다.
- 히라가나, 가타카나의 요음 글자는 총 33개다.
  - 일본의 사이코쿠(西國) 33개소 관동지방전체에 걸친 반도(板東) 33개소.
- 클럽 33: 디즈니랜드 뉴올리언스 스퀘어의 중심부에 위치한 회원제 레스토랑.